# La Cité des secrets
La Cité des secrets (titre original : City of Secrets) est le quatrième tome de la série littéraire britannique Stravaganza, écrite par Mary Hoffman. L’action se déroule dans la ville fictive de Padavia.

## Résumé
Matt Wood est un jeune homme d’environ dix-sept ans, qui déteste les livres à cause de sa dyslexie. Il mène une vie à peu près normale, entouré d’une mère professeur d’anglais et d’un père chanteur d’opéra, il a aussi un petit frère qui s’appelle Harry.
Le jour de son anniversaire, il entre dans une vieille librairie remplie de vieux livres et est attiré par un petit livre en latin. Le soir même, il s’endort avec cet ouvrage et est transporté au XVIe siècle. Il y rencontre le professeur Constantin qui lui apprend qu’on a besoin de lui à cette époque, et qu’il a une mission à remplir, qui est d'essayer d'aider les stravaganti à se soustraire à la domination des Chimici, qui ont déjà la moitié de la Talie. Matt va devoir empêcher certains de ses amis de se faire brûler vifs et disséquer vivants, pour avoir pratiqué la sorcellerie ou vénéré un autre dieu, ou déesse, que le Dieu chrétien. 

## Analyse

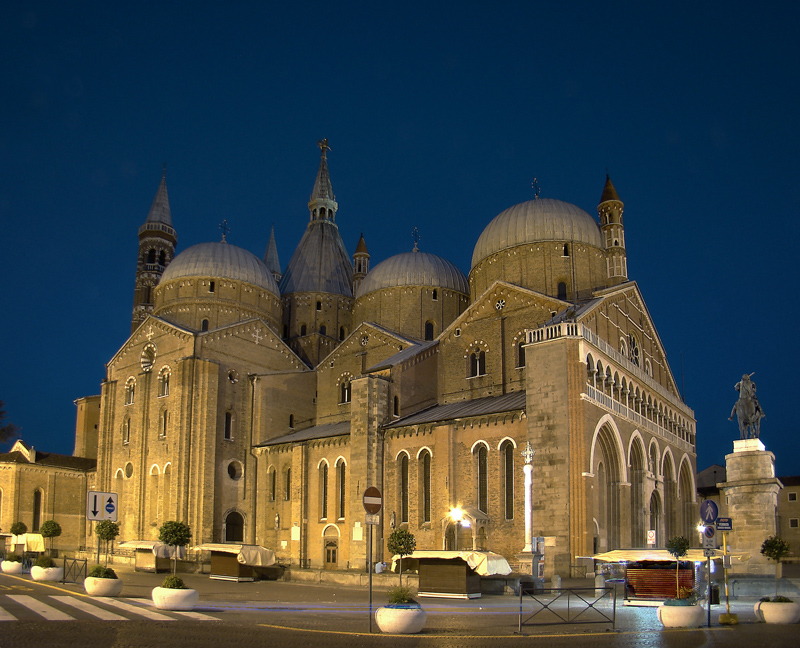
La basilique Saint-Antoine à Padoue.

La ville fictive de Padavia est inventée par l’auteur à partir de la ville de Padoue en Italie, située à une quarantaine de kilomètres de Venise, ville qui a inspiré dans l’histoire la cité de Belleza.
La famille qui dirigeait une partie de l'Italie du XVIe siècle s'appelait les Médicis, alors dans la Talie fictive, la moitié du pays est dominée par la famille di Chimici. Et l'histoire se passe également au XVIe siècle : on peut donc penser que la créatrice de la série Stravaganza s'est fondée sur la Renaissance italienne et certains de ses grands personnages historiques pour imaginer cette œuvre.